# 치타공주

치타공주

치타공주(벵골어: চট্টগ্রাম বিভাগ) 또는 차토그람주는 방글라데시 동부에 위치한 주로 주도는 치타공(차토그람)이며 면적은 33,908.55km2, 인구는 28,423,019명이다.
서쪽으로는 벵골만, 북쪽으로는 바리살주, 다카주, 라지샤히주와 접하며 동쪽으로는 인도, 미얀마와 국경을 접한다. 11개 구(반다르반구, 브라만바리아구, 찬드푸르구, 치타공구, 코밀라구, 콕스바자르구, 페니구, 카그라차리구, 락슈미푸르구, 노아칼리구, 랑가마티구)를 관할한다.

## 같이 보기
- 방글라데시의 주